# Velehradský klášter
Velehradský klášter je bývalý cisterciácký klášter ležící na východním úpatí Chřibů v obci Velehrad, asi 5 km od Starého Města u Uherského Hradiště. Klášter byl založen na počátku 13. století a je tak nejstarším cisterciáckým klášterem na Moravě. Areál kláštera s bazilikou a přilehlými budovami je na seznamu památkově chráněných objektů České republiky.
Klášter a jeho bazilika představují nejvýznamnější poutní místo v Česku díky svému spojení s cyrilometodějským odkazem. Každoročně se zde koná Národní pouť na Velehradě, které se pravidelně účastní desetitisíce až statisíce poutníků, jakož i řada menších pravidelných i nepravidelných poutních podniků (např. Studentský Velehrad). Je místem spojení tradic Východu a Západu, symbolem křesťanské jednoty v rámci Evropy.
V současné době náleží klášter jezuitům, kteří z něj spravují poutní místo a celou farnost Velehrad. V jeho části sídlí Stojanovo gymnázium.

## Historie

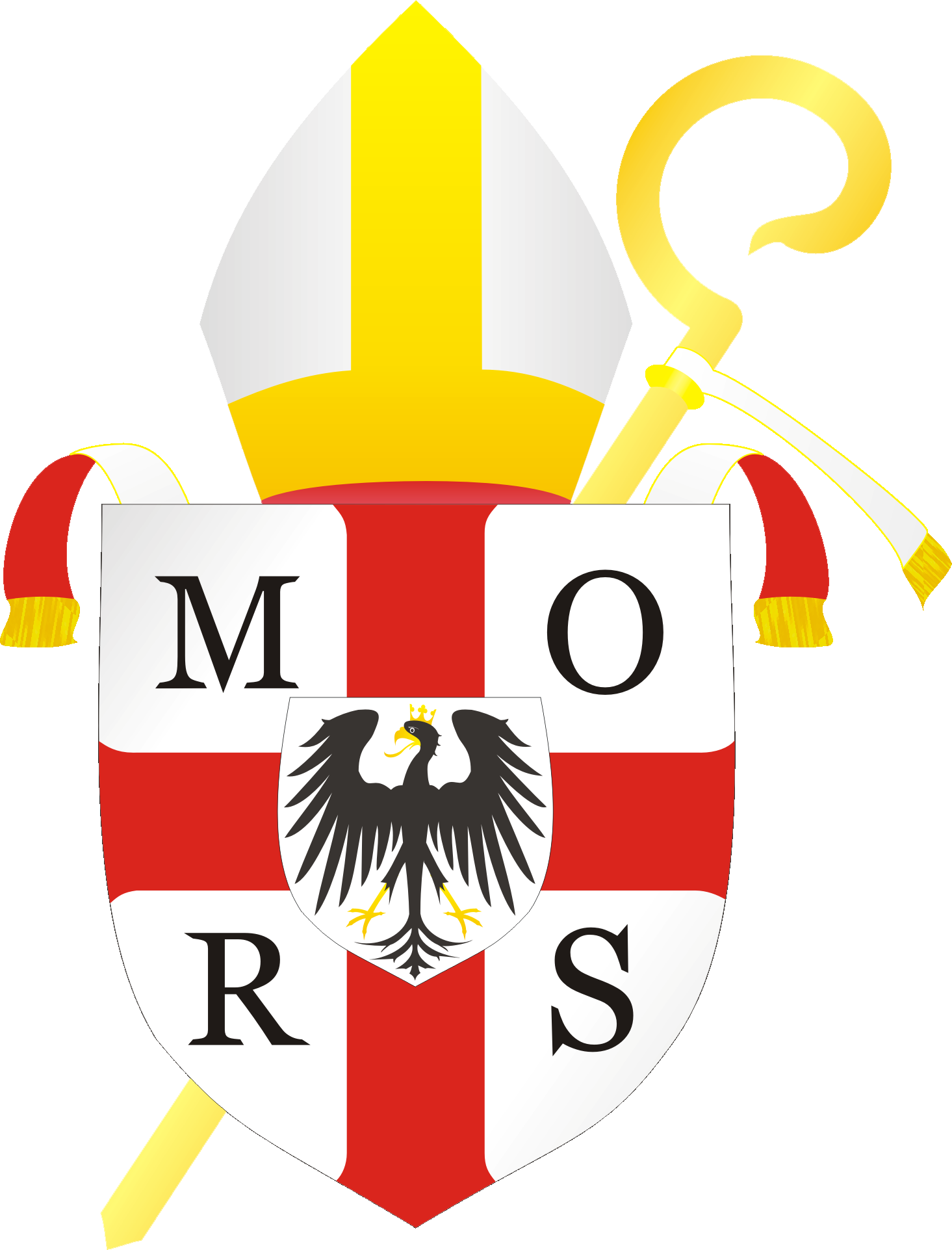
Znak Velehradského opatství, jímž se hlásí k filiaci francouzského kláštera Morimond

Z podnětu Jindřicha Vítkovice z Prčice a Hradce a olomouckého biskupa Roberta klášter založil moravský markrabě Vladislav Jindřich v blízkosti vesnice Veligradu (dnešní Staré Město u Uherského Hradiště), po níž byl pojmenován.
Dne 11. listopadu 1205 přišla dvanáctičlenná skupina mnichů z plaského kláštera, v čele s opatem Thezilem, která zde měla založit první cisterciácký klášter na Moravě. Ten byl vybudován v pozdním románském slohu, s vlivem rané gotiky a vysvěcen dne 27. listopadu 1228 olomouckým biskupem Robertem za účasti krále Přemysla Otakara I., jeho ženy Kunhuty, jejich syna markrabě Přemysla a české a moravské šlechty. Brzy ráno 12. ledna 1421 klášter vypálili moravští husité. Kromě odcizení cenností a zničení dvě stě let budované knihovny došlo i na oběti na životech, kdy byli na hranici upáleni opat a další čtyři mniši. Ostatní stihli uprchnout do nedalekého města Hradiště. K obnově došlo až za opata Ekarda ze Schwoben v letech 1587–1592. V průběhu třicetileté války byl klášter postižen dvakrát. Poprvé byl zpustošen vojskem sedmihradského knížete Gábora Bethlena v roce 1623. Podruhé byl poničen roku 1626 za vpádu povstalců z Valašska. Další, raně barokní přestavbu klášterních budov provedl v letech 1629–1635 opat Jan Greifenfels z Pilsenburku.
Současnou podobu získal klášter v letech 1685–1735 po požáru v roce 1681. Po opravách budovy konventu provedl opat Petr Silavecký obnovu klášterního kostela, v níž pokračovali jeho nástupci opati Bernard Kašpárek, Florián Nezorin a Josef Malý. Přestavba také respektovala skutečnost, že v uplynulých staletích došlo k převýšení okolního terénu o 2 metry.
Románská zvonice nad křížem lodi, v 16. století přestavěná v mohutnou renesanční věž, byla odstraněna a na jejím místě zaklenuta barokní kopule. Dvě z pěti románských apsid byly odstraněny do nové úrovně terénu, mnoho cenných architektonických prvků bylo překryto barokními fasádami nebo použito jako stavební materiál.
V období josefínských reforem byl klášter roku 1784 zrušen. Od té doby kostel působí jako farní, i když fara byla v obci zřízena až v roce 1825. Budovy kláštera byly využívány pro vojenské účely jako kasárna a lazaret. V roce 1837 je v dražbě zakoupil vídeňský bankéř a jeho potomci v roce 1883 areál prodali olomouckému arcibiskupství. Od poloviny 19. století postupně rostl význam místa, spojovaného s cyrilometodějským odkazem. Velehradských slavností u příležitosti tisícího výročí příchodu Cyrila a Metoděje na Velkou Moravu se v roce 1863 zúčastnilo téměř sto tisíc lidí. Velkou zásluhu na rozvoji poutního místa a obnově kostela měl olomoucký arcibiskup Antonín Cyril Stojan. 
V roce 1890 klášter získalo Tovaryšstvo Ježíšovo, které zde zřídilo kolej a později chlapecké gymnázium s názvem Papežský misijní ústav sv. Cyrila a Metoděje. V roce 1901 byl vybudován přednáškový sál (Slovanská dvorana) zdobený vedutami míst památných pro slovanské národy. Odehrávala se v něm setkání křesťanských intelektuálů a teologů z celé Evropy. Velehrad se stal střediskem unionistického hnutí. V roce 1928 byla na Velehradě založena Kongregace cyrilometodějských sester, která kromě charitativní a vzdělávací činnosti měla na starosti provoz poutního domu Stojanov.
Tradice poutí, přerušená druhou světovou válkou, pokračovala i po osvobození. V červenci 1945 přišlo na cyrilometodějské slavnosti kolem 70 000 poutníků. Ke zrušení koleje a gymnázia došlo v roce 1950 v rámci akce K, kdy komunistický režim uskutečnil násilnou likvidaci klášterů a mužských katolických řeholních řádů. Menší část klášterních budov byla přidělena jednotnému zemědělskému družstvu (JZD), v dalších byl zřízen ústav pro osoby s tělesným a mentálním hendikepem (Vincentinum), o které pečovaly řádové sestry.
Navzdory restrikcím státních orgánů byl Velehrad místem setkávání věřících, i když v omezené míře, až do sametové revoluce roku 1989. Národní pouť v roce 1985 přerostla v jednu z největších demonstrací odporu proti komunistickému režimu za celé období normalizace. V roce 1990 navštívil Velehrad papež Jan Pavel II., kterého přivítalo na půl milionu věřících. Provoz kláštera byl obnoven a podpořen další rozvoj velehradských poutí a setkávání.
Od roku 1990 působí Tovaryšstvo Ježíšovo na Velehradě znovu a řádu byly postupně navráceny budovy v areálu kláštera. V roce 2004 zde bylo zřízeno Stojanovo gymnázium s internátem pro studenty. Celý areál prošel památkovou obnovou v rámci přípravy na oslavy 1150. výročí příchodu sv. Cyrila a Metoděje na Velkou Moravu, které se konaly v roce 2013. Její součástí byla výstavba poutního ambitu s barokními sochami. 

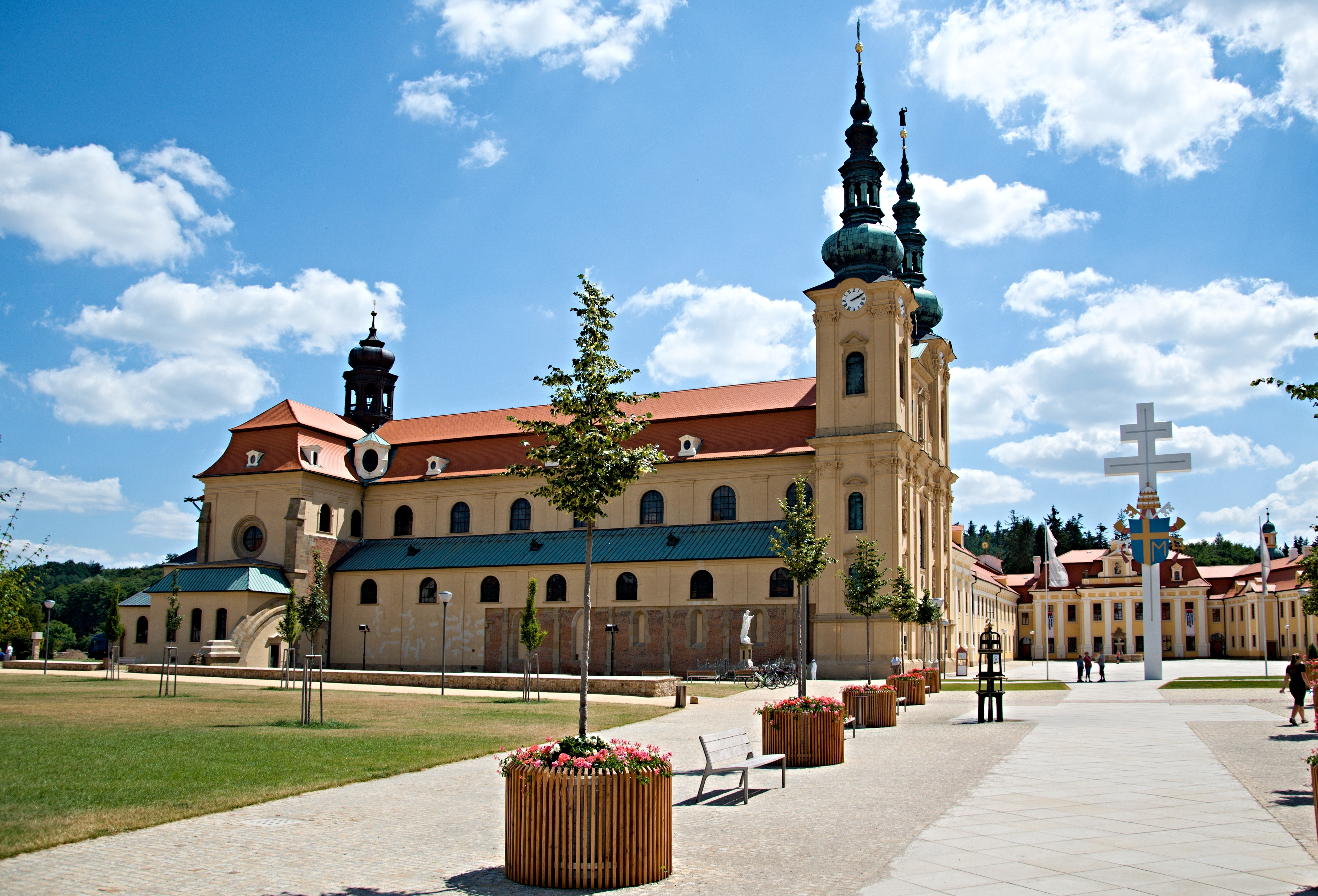
Bazilika Nanebevzetí Panny Marie a svatého Cyrila a Metoděje

|      | Počet návštěvníků |
| ---- | ----------------- |
| 2017 | 201 366           |
| 2018 | 191 966           |
| 2022 | 296 484           |

## Archeologický výzkum
V průběhu 20. století se na Velehradě uskutečnily dvě zásadní etapy archeologických vykopávek: první v letech 1903–1906, druhá pak v letech 1936–1941. Jejich prvotním účelem bylo odvodnění a vysušení zatopeného podzemí.
První etapa pod vedením dr. Jana Nevěřila odkryla zbytky průčelní stěny s románským ústupkovým portálem a devítimetrovou předsíní. Na východní straně byly dále odkryty zbytky dvou zrušených apsid a za nimi tři kamenné sarkofágy ze 13. století. V prostoru tzv. starého konventu byly objeveny pozůstatky paláce, tzv. opatského domu, který byl od vypálení kláštera v roce 1421 až do počátku 17. století jedinou obývanou budovou starého kláštera. Částí tohoto paláce byla i jedna ze čtyř věží, které byly součástí původního opevnění románského kláštera. Zbytky třicetimetrového klášterního refektáře byly zjištěny mezi jižními trakty barokních klášterních budov. Při opravě fasády v roce 1927 byla odkryta původní zeď chrámové lodi s románskými okny. Sokly, lyzeny i okna byla ve 13. století zhotoveny z kamenných kvádrů a vyzdívky stavěny z cihel.
Vykopávky v letech 1936–1941 spojené s odvodněním umožnily odkrytí podstatné části klášterního podzemí. Byly to především prostory křížových chodeb (ambitu) s přilehlými místnostmi sakristie a kapitulní síně, rajský dvůr se zbytkem staré studny a barokní krypty. Rozebráním 28 pilířů v křížových chodbách postavených v 17. století byl získán rozsáhlý materiál, neboť tyto pilíře byly v 17. století postaveny výhradně z úlomků románské architektury. Jsou to zvláště profilované archivolty ze sdružených románských a raně gotických oken ambitu, řada kalichovitých hlavic s bohatou rostlinnou ornamentikou, množství raně gotických žeber, žebrových výběhů, konzol a několik visutých svorníků z křížových chodeb. Románské archivolty jsou zdobeny pásem stylizovaných listů a hroznů vinné révy. Vnitřní stěna křížové chodby, členěná otevřenými okny s meziokenními sloupky byla v barokní době do základů zbořena, vnější stěny chodby zůstaly zachovány i s původními portály, jež vedly do přilehlých klášterních místností. Byla zde celá řada jednoduchých vchodů bez zdobení a také několik zdobených. Jeden je umístěn v jižní podélné chrámové zdi, která tvoří zároveň severní stěnu chodby a spojoval klášter s chrámem. Z tohoto portálu zůstala pouze spodní část ostění. Profilace ostění s románským perlovcem a klikatkou (pilovitým vlysem) výrazně prokazuje účast wormsko-řezenského stavebního okruhu. Po pravé straně vchodu byla objevena malá hrobka s gotickým otvorem. Její rozměry ukazují, že jde o hrobku druhotnou, pouze k uložení pozůstatků. Druhý portál v jižní stěně, vedoucí do refektáře, byl objeven v roce 1891. Je jediným celým dochovaným portálem. Hrany svislé části nesou bohatou pozdně románskou profilaci, která bez přerušení vstupuje do záklenku, a dále je zdobena typickým cisterciáckým ornamentem, obloučkovým vlysem.

## Popis

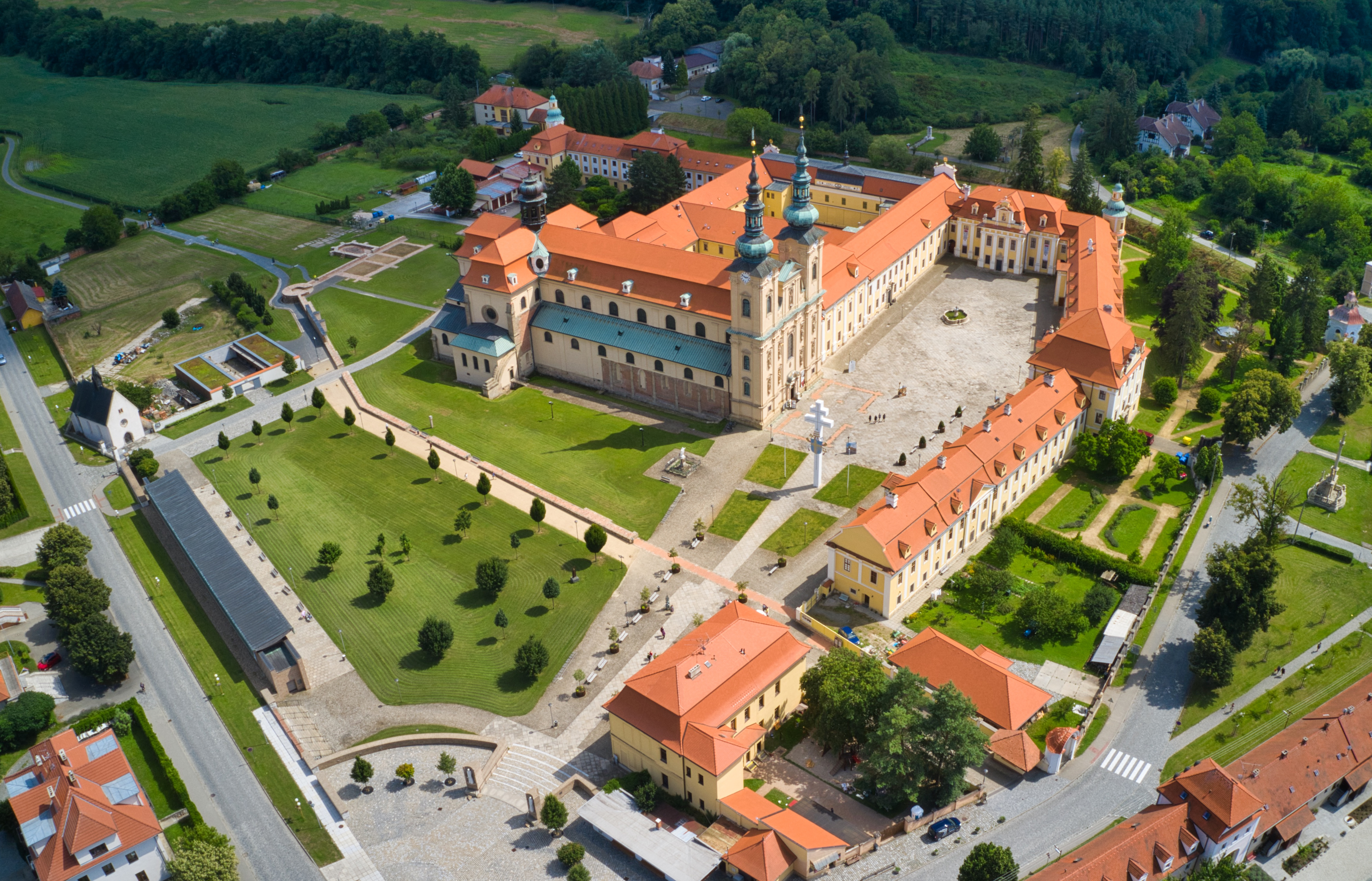
Areál poutního místa Velehrad

Komplex kláštera tvoří barokní konvent, bazilika Nanebevzetí Panny Marie a sv. Cyrila a Metoděje, kaple sv. Vendelína vestavěná v nároží obvodní zdi areálu, samostatně stojící kostel Zjevení Páně (Cyrilka), kaple sv. Jana Nepomuckého u mostu v ohradní zdi kláštera, farní budova a zahrady s uměleckou výzdobou.
Hlavní vstup do areálu vymezuje dvojice pilířů se sochami sv. Cyrila a Metoděje. Za ním se nachází rozlehlé Stojanovo nádvoří obklopené budovami bývalého cisterciáckého kláštera (dnes Stojanovo gymnázium a internát). Jsou bezprostředně spojeny s bazilikou, jejíž průčelí směřuje do hlavního nádvoří. Komplex jednopatrových budov bývalého kláštera v sousedství baziliky je rozdělen dvěma čtvercovými dvory. Budova prelatury na kratší straně nádvoří má uprostřed rizalit členěný pilastry, se dvěma symetricky umístěnými bočními vchody. Velký kříž v prostoru před nádvořím připomíná návštěvu Jana Pavla II. v roce 1990. Na severní straně areálu byl vybudován ambit s barokními sochami světců, které byly původně umístěny na průčelí baziliky. 

### Školy v klášteře

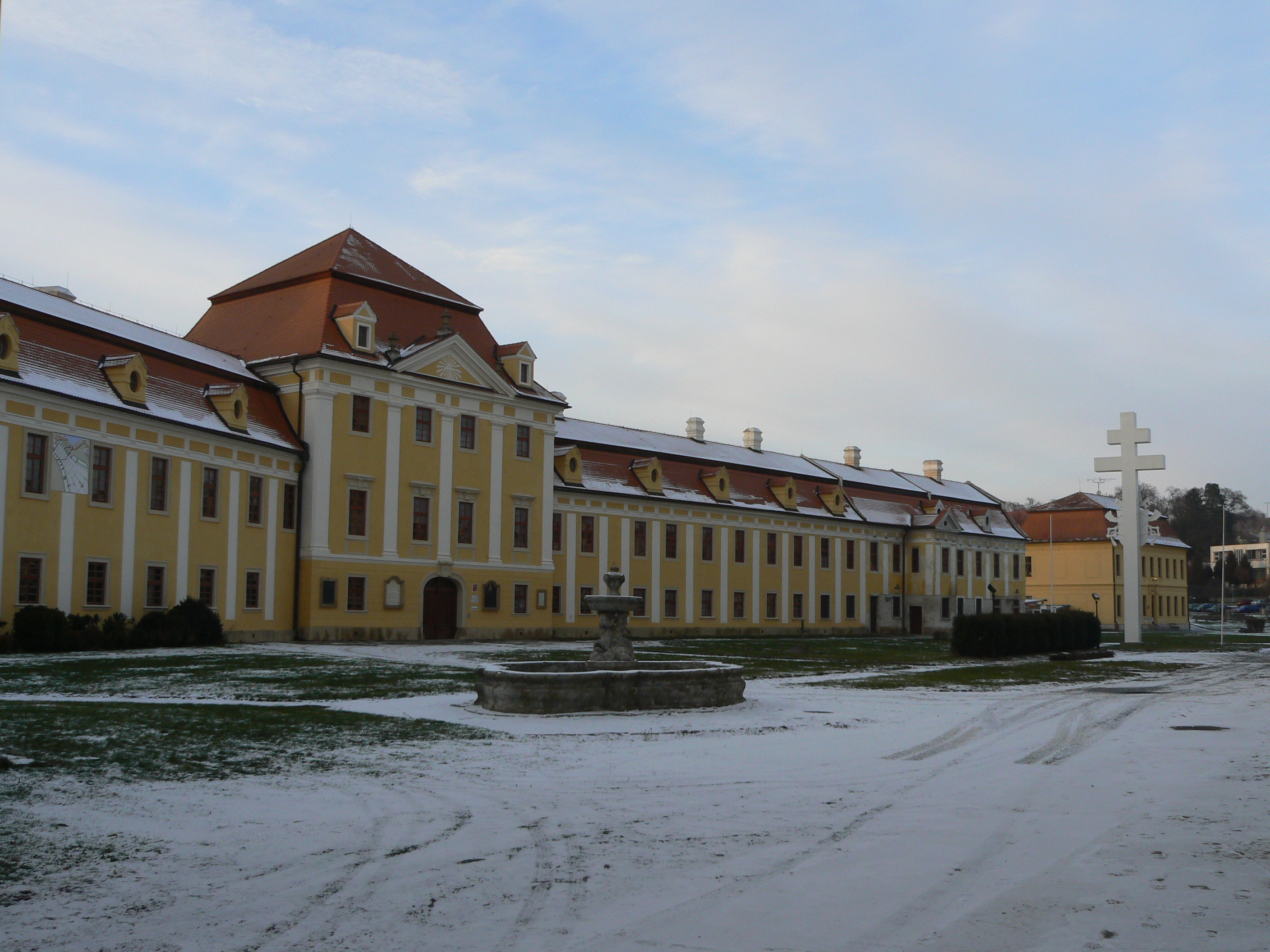
Stojanovo gymnázium

Jezuité zřídili v klášteře kolej a později řádové gymnázium, které mělo vychovávat kněze a misionáře. Gymnázium vzniklo v roce 1916, ovšem na počátku bylo jen pobočkou Arcibiskupského gymnázia v Praze-Bubenči. Obrovskou prestiž mu přinesl rok 1919, kdy papež Benedikt XV. povýšil kolej příslušející k ústavu na Papežský ústav. Kolej tak přijala jméno Papežský misijní ústav sv. Cyrila a Metoděje pro misie slovanské.
Gymnázium se zcela osamostatnilo až na konci roku 1937 pod názvem Řádové československé gymnázium Papežské koleje Tovaryšstva Ježíšova na Velehradě. V roce 1942 bylo zrušeno nacisty a areál kláštera využívala Hitlerjugend. V roce 1945 byly oba ústavy obnoveny, ne však nadlouho. Činnost koleje i gymnázia byla násilně ukončena komunistickým režimem v rámci Akce K v noci z 13. na 14. dubna 1950, když byl klášter přepaden Státní bezpečností, která jej zabrala, ústavy jediným prohlášením zlikvidovala a jezuity odvezla do koncentračních klášterů.
V roce 2004 zde zahájilo výuku církevní Stojanovo gymnázium, založené olomouckým arcibiskupem Janem Graubnerem v roce 2001. V budově gymnázia se nachází též moderní kaple, barokní Zimní sál a Slovanský sál s romantizující výzdobou. 

### Klášterní bazilika

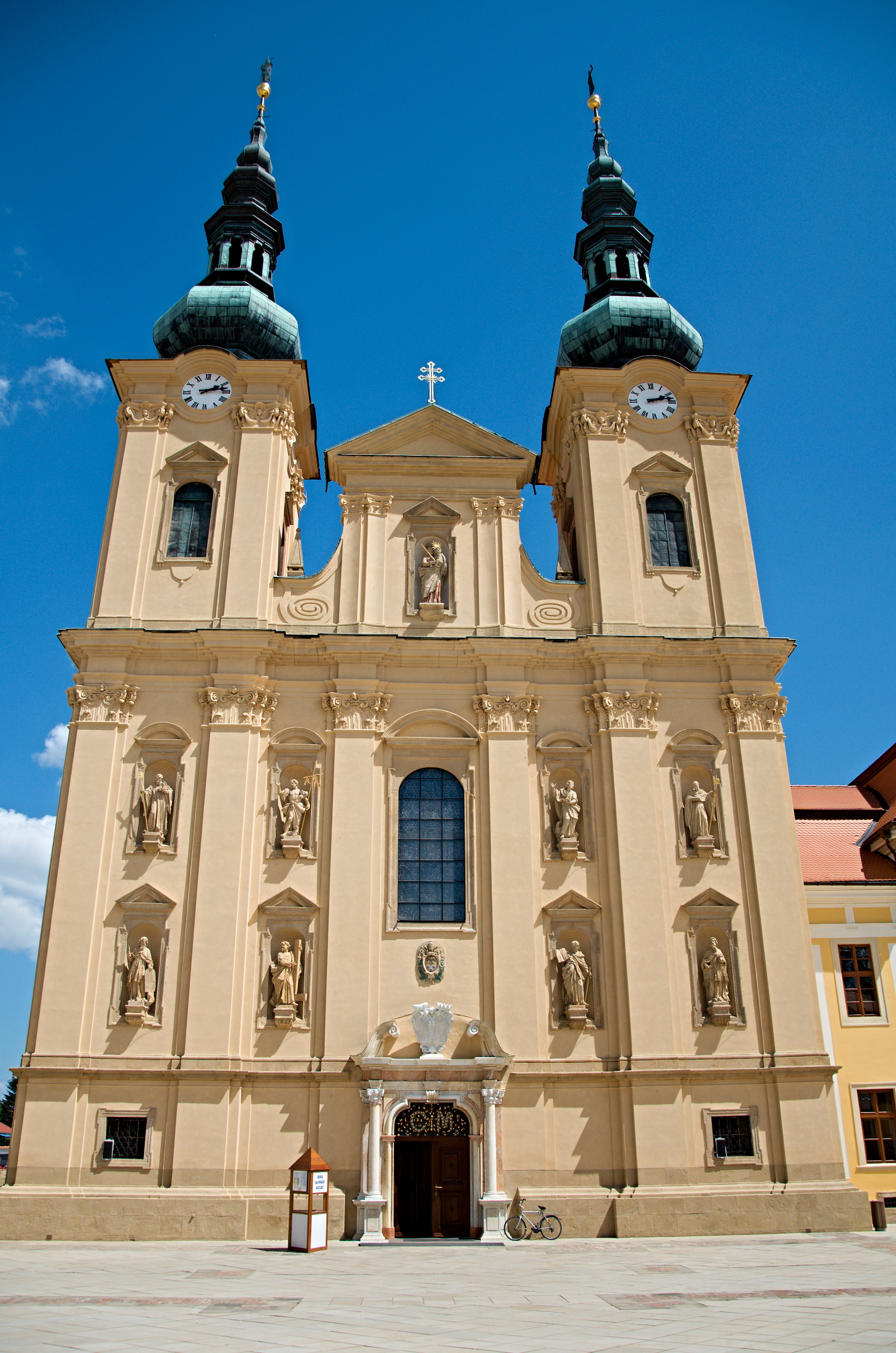
Průčelí baziliky

Součástí nově založeného kláštera byl i klášterní „kostel Nanebevzetí Panny Marie“, který byl vysvěcen biskupem Robertem na počátku výstavby (27. listopadu 1228). Jeho dnešní plné jméno zní „bazilika Nanebevzetí Panny Marie a sv. Cyrila a Metoděje“.
Současnou podobu bazilika získala při rozsáhlých přestavbách, které následovaly na přelomu 17. a 18. století po požáru v roce 1681. Navzdory nim jí však zůstal uchován románsko-gotický charakter. Během přestavby vzniklo 14 samostatných pobočných kaplí, byla zbořena předsíň a západní průčelí (délka baziliky tak klesla ze 100 na 86 metrů) a zcela byla přestavěna střecha a věže baziliky. Podlaha byla zvýšena na úroveň okolního terénu (v průběhu staletí došlo k navýšení okolí asi o 2 metry) a byly pod ní vybudovány krypty. Po dalším požáru v roce 1719 byly opravy dokončeny a dodána vnitřní výzdoba, na níž se mimo jiné podíleli sochař a štukatér Baldassare Fontana, sochař Carl Johann Steinhaüser a malíř Ignác Raab.
Přebudování kostela bylo ukončeno 2. října 1735 slavnostním druhým svěcením. V roce 1927 udělil kostelu papež Pius XI. titul basilika minor. V červnu 1985 obdržela bazilika od papeže Jana Pavla II. Zlatou růži.

## Evropské dědictví
Tento klášter je součástí skupiny Cisterscapes (krajiny v okolí cisterciáckých klášterů). Tento soubor  byl začleněn do Evropského dědictví 17. dubna 2024.